# План голода

Коллективная фотография военнослужащих вермахта. На школьной доске написано мелом: «Русский должен умереть, чтобы жили мы» (Der Russe muß sterben, damit wir leben). Брянская область, 2 октября 1941

План го́лода (нем. Der Hungerplan), также «план Ба́кке» (нем. der Backe-Plan), — условное название плана политического и военного руководства Третьего рейха, так называемой экономической части плана «Барбаросса». Целью «плана голода» было обеспечить продовольствием германскую армию и население Германии за счёт оккупированных территорий СССР, на которых (в результате выполнения положений этого плана) от голода могли погибнуть 20—30 миллионов человек. Цель обеспечения армии и Германии продовольствием из западных районов СССР тем самым сочеталась с целью уничтожения «неполноценных» народов, согласно идеологии национал-социализма. Исследователи не отдают предпочтение какой-либо из этих целей.

## Предпосылки
Морская блокада Германии во время Первой мировой войны привела к острой нехватке продовольствия и стратегического сырья, что вероятно, также было одним из факторов, приведших к поражению в войне и вынудивших Германию заключить перемирие на условиях Антанты и её союзников. Нацистская пропаганда считала голод 1916—1918 годов основной причиной «надлома духа 1914 года» и воображаемого «удара ножом в спину» в 1918 году. Гитлер был исполнен решимости не допустить повторения подобных событий. 11 августа 1939 года он заявил верховному комиссару Лиги Наций Карлу Якобу Буркхардту: «Мне нужна Украина, чтобы никто не смог снова уморить нас голодом, как в прошлый раз». Немецкие специалисты в течение шести месяцев с конца 1940 по июнь 1941 года разработали концепцию, которая предусматривала изъятие существенного количества зерна на оккупированных территориях Советского Союза.

## План

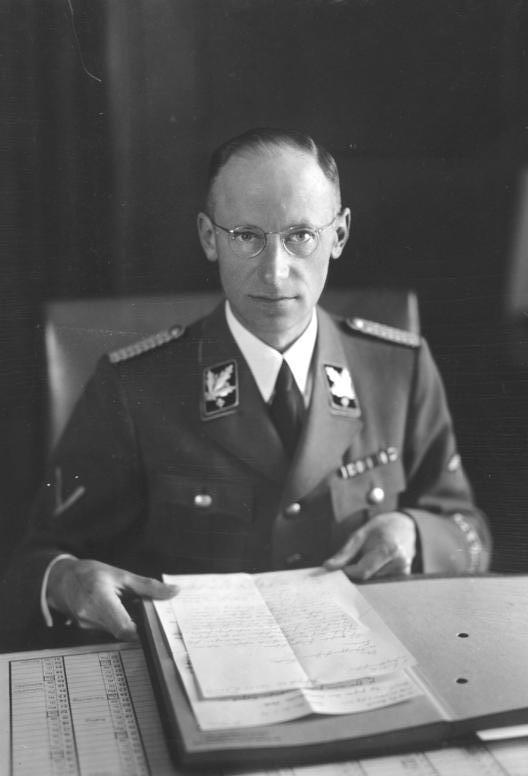
Герберт Бакке

14 февраля 1940 года статс-секретарь Имперского министерства продовольствия и сельского хозяйства Герберт Бакке на генеральном совете по четырёхгодичному плану объявил, что такая ситуация ставит под угрозу пищевую промышленность Германии и может привести к её развалу, как в 1918 году. Бакке придерживался мнения, что проблема с питанием может быть решена за счёт Советского Союза.
О существовании плана голода свидетельствует целый ряд документов из государственных и партийных штабов планирования, а также записи речей в министерстве, в частности протокол заседания государственных секретарей. В этом документе, который отражает намерения ряда высокопоставленных должностных лиц и старших офицеров армии, идёт речь о записке, которая была составлена в рамках одной из встреч:

1. «Война может быть продолжена, только если вермахт на третьем году войны будет полностью обеспечиваться продовольствием из России» («Der Krieg ist nur weiter zu führen, wenn die gesamte Wehrmacht im 3. Kriegsjahr aus Rußland ernährt wird.»).
2. «При этом, безусловно, десятки миллионов людей умрут с голода, если мы заберём из страны всё для нас необходимое» («Hierbei werden zweifellos zig Millionen Menschen verhungern, wenn von uns das für uns Notwendige aus dem Lande herausgeholt wird.»).

Германское руководство учитывало тот факт, что в результате индустриализации в СССР резко увеличилось потребление сельхозпродукции городским населением и резко снизился её экспорт. При этом Украина оценивалась как регион, способный обеспечивать сельхозпродукцией не только себя, но и другие районы, а Россия и Белоруссия — как зависимые от поставок извне. Зерновые богатства Украины были особенно важны для самодостаточности Германии, но всё же Украина не производила достаточно зерна, чтобы решить продовольственные проблемы Германии.
Вывозя сельскохозяйственную продукцию с Украины с целью обеспечения рейха продовольствием, немецкое руководство также призвало к:
1. уничтожению лишнего населения (евреи, население в крупных городах Украины);
2. экстремальному сокращению пайков, которые выделяются местному населению в остальных городах;
3. уменьшению затрат на питание сельского населения.

В ходе обсуждения плана Бакке отметил, что количество «лишнего населения» в России достигает 20—30 миллионов. Если лишить это население питания, то сэкономленное продовольствие может быть использовано для питания немецкой армии и немецкого населения. План предполагал, что увеличившееся за годы индустриализации городское население СССР будет лишено поставок продовольствия. Предполагалась большая смертность среди населения Советского Союза, десятки миллионов смертей ожидались в течение первого года немецкой оккупации. Голод должен был стать неотъемлемой частью оккупационной кампании.
Западная Европа никогда не страдала от истребляющего голода, как Восток, хотя продовольствие поступало в Германию и из Франции и других оккупированных стран на Западе. В 1942—1943 годах оккупированная Европа поставляла Германии более одной пятой своего зерна, четверть производимых жиров и 30 процентов мяса. В конце 1943 года план привёл к стабилизации системы обеспечения продовольствием немецкого населения. Осенью 1943 года, впервые с начала войны, продовольственные пайки для немецких граждан, которые ранее были сокращены в несколько раз, были снова увеличены.
Тем не менее, план голода в части уничтожения населения не был полностью реализован, поскольку не были заняты Москва и Ленинград — крупнейшие индустриальные центры СССР, наиболее зависимые от поставок сельхозпродукции.

## Статистика

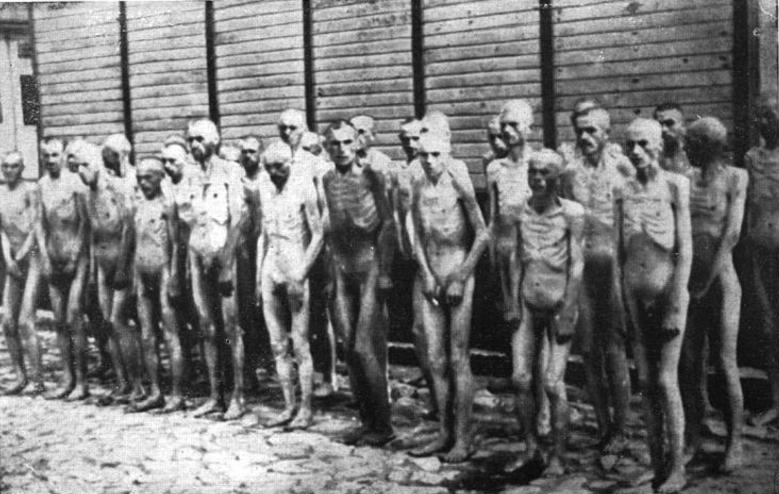
Советские военнопленные в концлагере Маутхаузен

Считается, что всего на оккупированной территории погибло от голода около 4 миллионов советских граждан. Кормак О’Града оценивает гибель гражданского населения от голода на территориях, оккупированных немецкими войсками и их союзниками, в 6-7 млн человек. По его мнению, особенно пострадали территории Белоруссии и Украины, где под оккупацией умерли от голода около 3 млн человек, или 8 % населения.
В частности, евреям было запрещено приобретать яйца, масло, молоко, мясо, овощи. Так называемая «порция» для евреев в Минске и других городах в пределах контроля центральной группы армий была не более 420 килокалорий в день. Десятки тысяч евреев погибли от голода и его последствий в течение зимы 1941—1942 годов.
Снабжение вермахта за счёт оккупированных территорий отражалось и на судьбе советских военнопленных, которые почти не получали питания. Советским военнопленным в 1941 году была установлена норма питания около 900 ккал в сутки, что почти вдвое меньше необходимого для выживания. Такая норма приводила к необратимой дистрофии и гибели человека от голода в течение нескольких месяцев. Таким образом, лагеря для советских военнопленных в первую половину войны были такими же лагерями уничтожения, как и лагеря для евреев. Всего в немецких лагерях погибло, в первую очередь от голода, более трёх миллионов советских военнопленных, из них 2 миллиона умерло до февраля 1942 года, за 8 первых месяцев войны.

## См. также

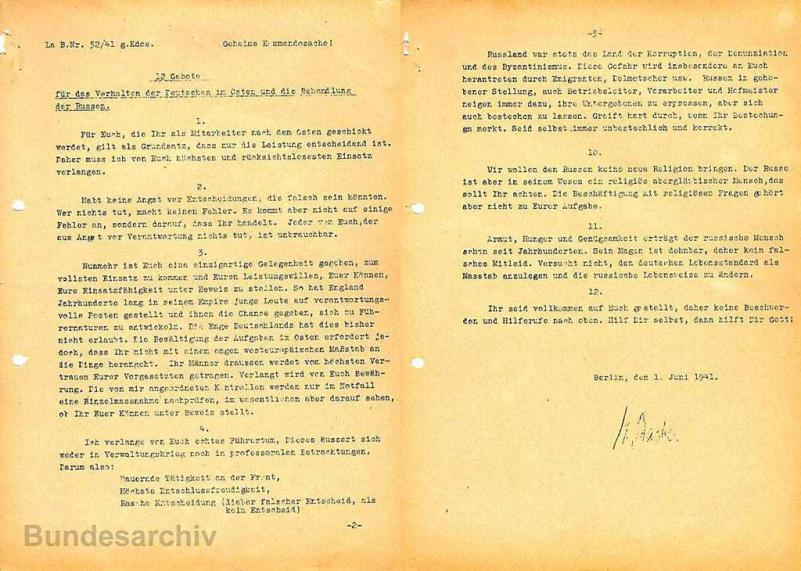
«12 заповедей» Бакке о поведении немцев на Востоке и обращению с русскими. В частности, 11-я заповедь гласит: «Русский человек привык за сотни лет к бедности, голоду и непритязательности. Его желудок растяжим, поэтому не допускать никакой поддельной жалости…»